# Narycia leucochroa
Narycia leucochroa är en fjärilsart som beskrevs av Turner 1923. Narycia leucochroa ingår i släktet Narycia och familjen säckspinnare. Inga underarter finns listade i Catalogue of Life.